# Xaimara Colon
Xaimara Colon (ur. 11 września 1988 r. w Portoryko) siatkarka gra na pozycji libero.
Obecnie występuje w drużynie Carolina Gigantes.